# خوعان (ذي السفال)

تعديل مصدري - تعديل

خوعان محلة تابعة لقرية الجامع، التابعة لعزلة الاشراف بمديرية ذي السفال إحدى مديريات محافظة إب في الجمهورية اليمنية، بلغ تعداد سكانها 39 حسب تعداد اليمن لعام 2004.